# Orlann Ombissa-Dzangue
Orlann Ombissa-Dzangue (ur. 26 maja 1991 w Sens) – francuska lekkoatletka, sprinterka, dwukrotna mistrzyni igrzysk śródziemnomorskich, olimpijka.

## Kariera sportowa
Zajęła 5. miejsce w sztafecie 4 × 100 metrów na mistrzostwach świata juniorów w 2008 w Bydgoszczy. Na kolejnych mistrzostwach świata juniorów w 2010 w Moncton odpadła w eliminacjach tej konkurencji i w półfinale biegu na 100 metrów.
Zdobyła srebrny medal w sztafecie 4 × 100 metrów, a także odpadła w eliminacjach biegu na 100 metrów na młodzieżowych mistrzostwach Europy w 2011 w Ostrawie.
Odpadła w eliminacjach sztafety 4 × 100 metrów na mistrzostwach świata w 2017 w Londynie.
Zdobyła złote medale w biegu na 100 metrów i w sztafecie 4 × 100 metrów na igrzyskach śródziemnomorskich w 2018 w Tarragonie. Na mistrzostwach Europy w 2018 w Berlinie zajęła 8. miejsce w finale biegu na 100 metrów i 5. miejsce w sztafecie 4 × 100 metrów. Odpadła w eliminacjach biegu na 100 metrów na mistrzostwach świata w 2019 w Dosze, a sztafeta 4 × 100 metrów z jej udziałem została zdyskwalifikowana w biegu eliminacyjnym.
Zajęła 4. miejsce w finale biegu na 60 metrów na halowych mistrzostwach Europy w 2021 w Toruniu oraz 7. miejsce w sztafecie 4 × 100 metrów na igrzyskach olimpijskich w 2020 w Tokio.
Zdobyła mistrzostwo Francji w biegu na 100 metrów w 2021 oraz wicemistrzostwo na tym dystansie w latach 2017–2019, a w hali w biegu na 60 metrów srebrny medal w 2018 i brązowy medal w 2017.
Rekordy życiowe Ombissy-Dzangue:
- bieg na 100 metrów – 11,06 s (7 lipca 2018, Albi)
- bieg na 200 metrów – 24,62 s (9 maja 2010, Vénissieux)
- bieg na 50 metrów (hala) – 6,48 s (24 lutego 2008, Paryż)
- bieg na 60 metrów (hala) – 7,15 s (29 stycznia 2019, Paryż)
- bieg na 200 metrów (hala) – 24,62 s (24 stycznia 2010, Reims)